# Pseudoparis monandra
Pseudoparis monandra är en himmelsblomsväxtart som beskrevs av Joseph Marie Henry Alfred Perrier de la Bâthie. Pseudoparis monandra ingår i släktet Pseudoparis och familjen himmelsblomsväxter.
Artens utbredningsområde är Madagaskar. Inga underarter finns listade.